# اچ‌ان‌ال‌ام‌اس خلدرلاند (۱۸۹۸)
اچ‌ان‌ال‌ام‌اس خلدرلاند (۱۸۹۸) (به انگلیسی: HNLMS Gelderland (1898)) یک کشتی است که طول آن 94.76 m می‌باشد. این کشتی در سال ۱۸۹۸ ساخته شد.